# Miquel de Boera

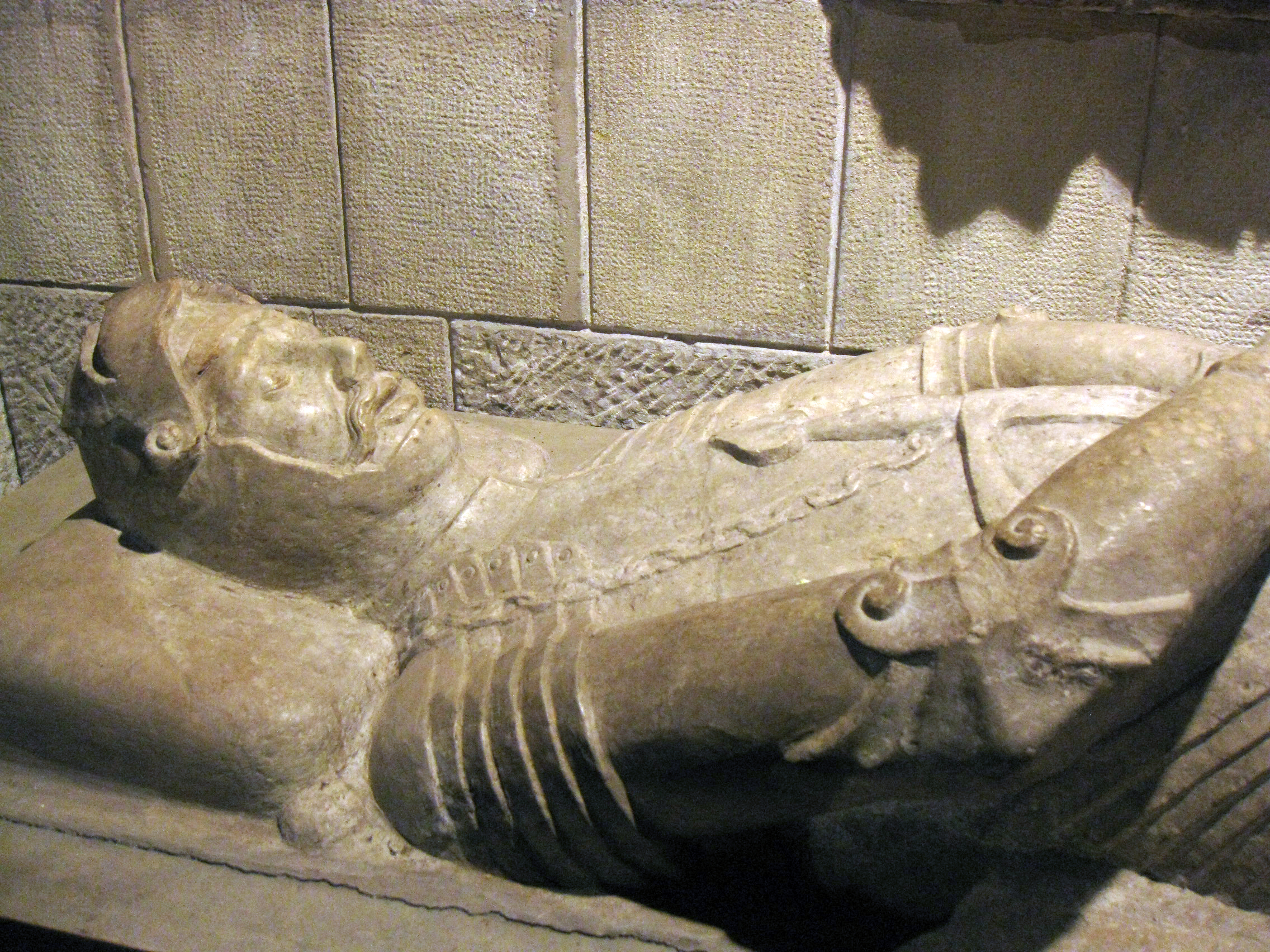
Detall del sepulcre de Miquel de Boera dins l'església de Santa Anna de Barcelona

Miquel de Boera, nascut a Sant Feliu de Guíxols en algun moment del segle xv, que va participar entre 1510-1511 en les campanyes del nord d'Àfrica, al servei del virrei de Nàpols, Ramon Folc de Cardona-Anglesola, concretament, en les preses de Trípoli, Bugia i Mers el-Kebir, places totes elles dins dels límits assignats, des dels temps de Jaume II d'Aragó i Sanç IV de Castella, a la zona d'expansió catalana al nord d'Àfrica, però que, malgrat l'important i decisiva contribució de la marina i tropes catalanes, van ser concedides per Ferran I d'Aragó al bisbat de Toledo.
Va ser nomenat capità general de les galeres de les Espanyes i participà en la batalla de Ravenna (1512) contra els francesos. Durant el regnat de Carles V comandà les galeres d'Itàlia. El 1543 es destacà en la defensa del Rosselló contra la invasió francesa (Guerra d'Itàlia de 1542–46).
El seu sepulcre, amb la seva estàtua jacent, és a l'església de Santa Anna de Barcelona on fou portat l'any 2002 des del Museu Marítim de Barcelona on restava des de 1947 en haver estat cedida per a una exposició temporal. La recuperació i restauració del sepulcre va ser portada a terme per Mn. Jordi Farré i Muro, vicari de la parròquia de Santa Anna i Prior del Sacre i Militar Orde Constantinià de Sant Jordi al Principat de Catalunya i pel Sr. Francesc-Xavier Montesa i Manzano, Delegat del mateix Orde a Catalunya, per iniciativa de l'investigador Sergi Rodríguez López-Ros. Una de les inscripcions del sepulcre sembla indicar que Don Miquel de Boera va formar part d'aquest mateix orde de cavalleria.